# Барсучий (посёлок)
Барсучий — посёлок в Лысогорском районе Саратовской области. Входит в состав Ширококарамышского муниципального образования.

## География
Находится на расстоянии примерно 27 километров по прямой на юго-восток от районного центра — посёлка Лысые Горы.

## История
Официальная дата основания 1958 год. Располагавшийся в посёлке с советского времени лесхоз с 2019 года находится в стадии ликвидации.

## Население
Постоянное население составило 217 человека (русские 85 %) в 2002 году, 190 — в 2010.